# Joseph Franklin Ada
Joseph Franklin Ada (* 3. Dezember 1943 in Tamuning, Guam) ist ein US-amerikanischer Politiker. Zwischen 1987 und 1995 war er Gouverneur von Guam.

## Werdegang
Joseph Ada besuchte zwei Jahre lang das College of Guam und studierte danach bis 1968 an der University of Portland in Oregon. Nach seiner Rückkehr nach Guam wurde er im Jahr 1970 stellvertretender Direktor des Amts für öffentliche Arbeiten. Politisch wurde er Mitglied der Republikanischen Partei. Er war für fünf Legislaturperioden Mitglied der Legislative von Guam und von 1975 bis 1979 deren Vorsitzender. Zwischen 1979 und 1982 amtierte er als Vizegouverneur unter Gouverneur Paul McDonald Calvo.
Im Jahr 1986 wurde Ada zum neuen Gouverneur von Guam gewählt. Am 5. Januar 1987 löste er Ricardo Bordallo ab. Nach einer Wiederwahl konnte er dieses Amt bis zum 2. Januar 1995 ausüben. Während dieser Zeit förderte er die wirtschaftliche Entwicklung des US-Außengebietes. Außerdem gelang es ihm, Landflächen, die zuvor vom Militär genutzt wurden, zurückzuerhalten. Joseph Ada ist der einzige Politiker in Guam, der sowohl Präsident der Staatslegislative, Vizegouverneur und Gouverneur war. Er war auch der erste Gouverneur dieses Gebietes, der in eine zweite Amtszeit gewählt wurde.
Im Jahr 1998 bewarb er sich erfolglos um die Rückkehr in das Amt des Gouverneurs. Im Jahr 2000 wurde er erneut als Senator in die Legislature gewählt. Zwei Jahre später kandidierte er erfolglos für den Posten des Kongressdelegierten aus Guam. Joseph Ada ist verheiratet und hat drei Kinder.